# Tricyrtis stolonifera
Tricyrtis stolonifera är en liljeväxtart som beskrevs av Jinzô Matsumura. Tricyrtis stolonifera ingår i släktet skuggliljor, och familjen liljeväxter. Inga underarter finns listade.

## Bildgalleri

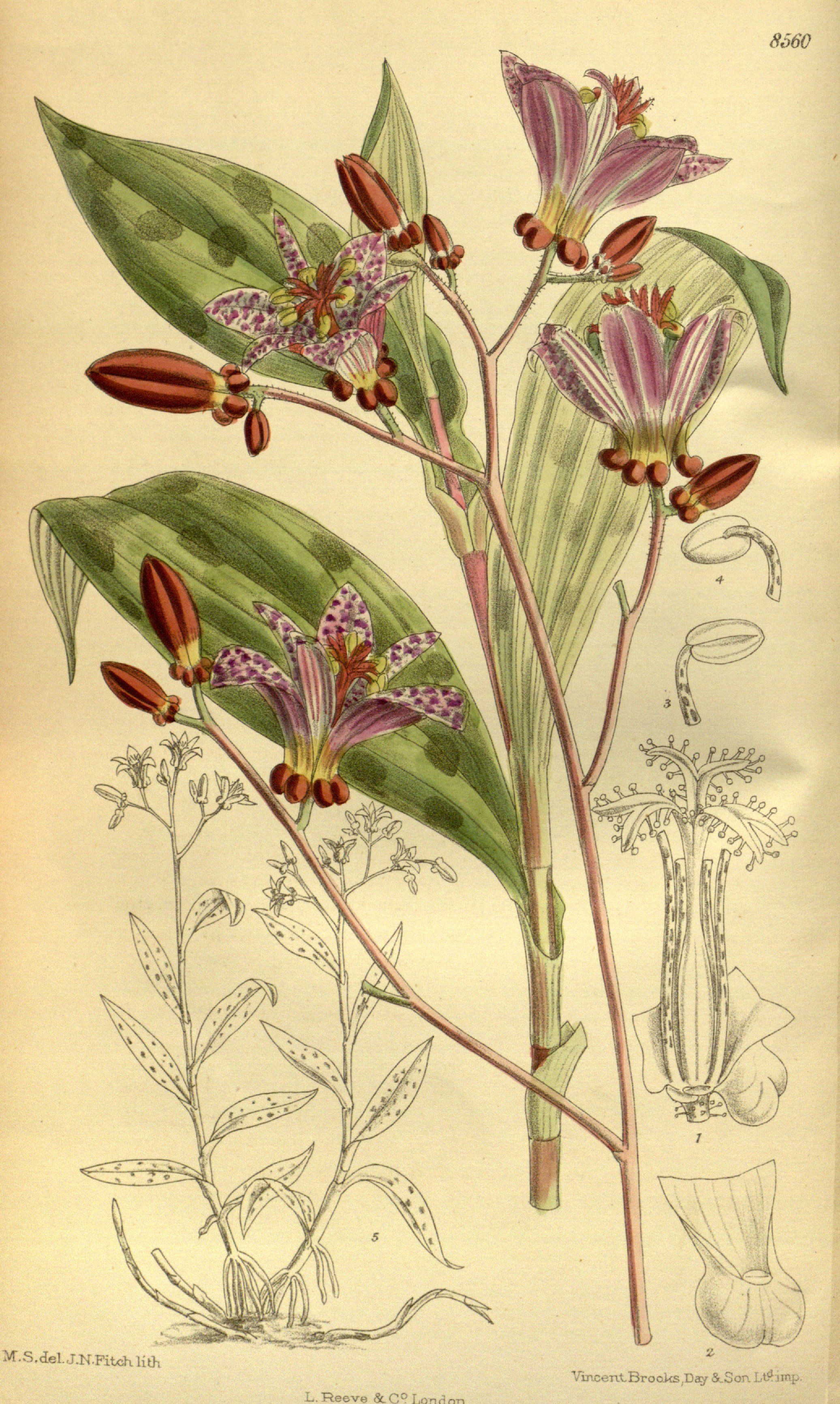